# Torneo Apertura 2013 (El Salvador)
El Torneo Apertura 2013 fue el 31.er torneo corto desde la creación del formato de un campeonato Apertura y Clausura, que se juega en la Primera División de El Salvador.  La competencia fue ganada por la Asociación Deportiva Isidro Metapán que conquistó el octavo título de su historia, y también obtuvo el derecho a participar en la Concacaf Liga Campeones 2014-15.
La temporada se inició el día 3 de agosto, y terminó el 15 de diciembre. Al igual que años anteriores, la liga comprende 10 equipos, cada uno jugando partidos de local y visita contra los otros clubes para un total de 18 partidos. Los cuatro mejores equipos al final de la temporada regular tomaron parte de las semifinales. En este torneo subió un equipo de la Segunda División.

## Ascenso  y  descenso
| Pos | Descendido de Primera División 2012/13 |
| --- | -------------------------------------- |
| 10º | Once Municipal                         |

| Pos | Ascendido de la Segunda División |
| --- | -------------------------------- |
| 1º  | Club Deportivo Dragón            |

## Equipos participantes
| Equipo                    | Ciudad         | Entrenadores                                               | Estadio                                     | Capacidad |
| ------------------------- | -------------- | ---------------------------------------------------------- | ------------------------------------------- | --------- |
| Águila                    | San Miguel     | Vladan Vićević (1 - 6) Raúl Martínez Sambulá (7 - 18)      | Estadio Juan Francisco Barraza              | 11.000    |
| Atlético Marte            | San Salvador   | Guillermo Rivera                                           | Estadio Cuscatlán                           | 53.400    |
| Alianza                   | San Salvador   | Miloš Miljanić (1 - 14) Juan Sarulyte (14 - 18)            | Estadio Nacional Jorge "El Mágico" González | 35.000    |
| Dragón                    | San Miguel     | Mario Martínez (1 - 5) Nelson Ancheta (6 - 18)             | Estadio Juan Francisco Barraza              | 11.000    |
| FAS                       | Santa Ana      | Jaime de la Pava                                           | Estadio Óscar Quiteño                       | 17.500    |
| Isidro Metapán            | Metapán        | Jorge Rodríguez                                            | Estadio Jorge "Calero" Suárez               | 10.000    |
| Juventud Independendiente | San Juan Opico | Juan Ramón Sánchez                                         | Complejo Deportivo de San Juan Opico        | 4.000     |
| Luis Ángel Firpo          | Usulután       | Roberto Gamarra (1 - 9) Ramiro Cepeda (10 - 18)            | Estadio Sergio Torres                       | 5.000     |
| Santa Tecla               | Santa Tecla    | William Renderos Iraheta (1 - 9) Edgar Henríquez (10 - 18) | Estadio Las Delicias                        | 3.000     |
| UES                       | San Salvador   | Jorge García                                               | Estadio Universitario                       | 10.000    |

## Sistema de competencia
El torneo comprende una primera fase en la que los equipos jugarán bajo el sistema todos contra todos a visita recíproca. Los equipos que ocupen los cuatro primeros lugares en la tabla de posiciones clasificarán a la segunda fase.
En la segunda fase se disputarán las semifinales del torneo, en el que el primer lugar de la tabla de posiciones jugará contra el cuarto, y el segundo contra el tercero. Los partidos serán a visita recíproca, y los dos primeros lugares decidirán si juegan de local o visitante en la primera fecha. En caso de igualdad en puntos y goles de diferencia en los juegos de la semifinal, pasará a la final del torneo el equipo que haya ocupado la mejor posición en la tabla. La final se jugará a partido único, y de persistir la igualdad tras los noventa minutos, habrá tiempo extra y en última instancia los tiros desde el punto penal.

## Tabla de posiciones
|  |     | Equipos de fútbol      | Pts | PJ | G | E | P | GF | GC | Dif |
|  | --- | ---------------------- | --- | -- | - | - | - | -- | -- | --- |
|  | 1.  | Atlético Marte         | 35  | 18 | 9 | 8 | 1 | 32 | 19 | 13  |
|  | 2.  | Juventud Independiente | 30  | 18 | 8 | 6 | 4 | 40 | 23 | 17  |
|  | 3.  | FAS                    | 28  | 18 | 7 | 7 | 4 | 23 | 20 | 3   |
|  | 4.  | Isidro Metapán         | 26  | 18 | 6 | 8 | 4 | 26 | 24 | 2   |
|  | 4.  | Alianza                | 26  | 18 | 7 | 5 | 6 | 25 | 25 | 0   |
|  | 6.  | Dragón                 | 22  | 18 | 6 | 4 | 8 | 13 | 18 | -5  |
|  | 7.  | UES                    | 21  | 18 | 6 | 3 | 9 | 22 | 25 | -3  |
|  | 8.  | Santa Tecla            | 19  | 18 | 4 | 7 | 7 | 24 | 30 | -6  |
|  | 9.  | Águila                 | 17  | 18 | 3 | 8 | 7 | 14 | 21 | -7  |
|  | 10. | Luis Ángel Firpo       | 15  | 18 | 3 | 6 | 9 | 12 | 26 | -14 |

Pts = Puntos; PJ = Partidos Jugados; G = Partidos Ganados; E = Partidos Empatados; P = Partidos Perdidos;
GF = Goles Anotados; GC = Goles Recibidos; Dif = Diferencia de gol
|  | |
|  | Cuatro primeros lugares clasifican a semifinales. Isidro Metapán y Alianza disputaron un juego de desempate. |

## Calendario

### Fase de clasificación
| 3/8 | Sergio Torres              | Luis Ángel Firpo       | 1-1 | Águila         |  |
| 3/8 | Jorge "Calero" Suárez      | Isidro Metapán         | 3-3 | Santa Tecla    |  |
| 4/8 | Complejo Deportivo         | Juventud Independiente | 1-1 | FAS            |  |
| 4/8 | Juan Francisco Barraza     | Dragón                 | 1-1 | Atlético Marte |  |
| 4/8 | Jorge "El Mágico" González | Alianza                | 1-0 | UES            |  |

| 10/8 | Universitario          | UES            | 2-1 | Dragón                 |  |
| 10/8 | Las Delicias           | Santa Tecla    | 0-0 | Luis Ángel Firpo       |  |
| 10/8 | Juan Francisco Barraza | Águila         | 0-2 | Alianza                |  |
| 11/8 | Óscar Quiteño          | FAS            | 1-1 | Isidro Metapán         |  |
| 11/8 | Cuscatlán              | Atlético Marte | 3-2 | Juventud Independiente |  |

| 14/8 | Complejo Deportivo         | Juventud Independiente | 0-0 | UES            |  |
| 14/8 | Juan Francisco Barraza     | Águila                 | 2-2 | Santa Tecla    |  |
| 14/8 | Sergio Torres              | Luis Ángel Firpo       | 1-1 | FAS            |  |
| 14/8 | Jorge "Calero" Suárez      | Isidro Metapán         | 0-0 | Atlético Marte |  |
| 14/8 | Jorge "El Mágico" González | Alianza                | 0-0 | Dragón         |  |

| 17/8 | Universitario          | UES            | 0-1 | Isidro Metapán         |  |
| 17/8 | Las Delicias           | Santa Tecla    | 1-2 | Alianza                |  |
| 17/8 | Óscar Quiteño          | FAS            | 1-0 | Águila                 |  |
| 18/8 | Juan Francisco Barraza | Dragón         | 1-2 | Juventud Independiente |  |
| 18/8 | Cuscatlán              | Atlético Marte | 2-0 | Luis Ángel Firpo       |  |

| 24/8 | Sergio Torres              | Luis Ángel Firpo | 1-0 | UES                    |      |
| 24/8 | Jorge "Calero" Suárez      | Isidro Metapán   | 2-1 | Dragón                 | 743  |
| 24/8 | Las Delicias               | Santa Tecla      | 2-3 | FAS                    | 1479 |
| 24/8 | Juan Francisco Barraza     | Águila           | 1-1 | Atlético Marte         | 1083 |
| 25/8 | Jorge "El Mágico" González | Alianza          | 1-1 | Juventud Independiente | 2515 |

| 31/8 | Óscar Quiteño          | FAS                    | 3-1 | Alianza          |  |
| 31/8 | Universitario          | UES                    | 2-1 | Águila           |  |
| 31/8 | Juan Francisco Barraza | Dragón                 | 1-1 | Luis Ángel Firpo |  |
| 1/9  | Cuscatlán              | Atlético Marte         | 1-1 | Santa Tecla      |  |
| 1/9  | Complejo Deportivo     | Juventud Independiente | 4-4 | Isidro Metapán   |  |

| 7/9 | Óscar Quiteño          | FAS              | 0-1 | Atlético Marte         | 3217 |
| 7/9 | Las Delicias           | Santa Tecla      | 2-0 | UES                    | 202  |
| 7/9 | Juan Francisco Barraza | Águila           | 2-0 | Dragón                 | 2629 |
| 8/9 | Sergio Torres          | Luis Ángel Firpo | 0-0 | Juventud Independiente |      |
| 8/9 | Cuscatlán              | Alianza          | 1-0 | Isidro Metapán         | 2184 |

| 14/9 | Universitario          | UES                    | 0-0 | FAS              | 1775 |
| 14/9 | Jorge "Calero" Suárez  | Isidro Metapán         | 1-0 | Luis Ángel Firpo | 777  |
| 14/9 | Juan Francisco Barraza | Dragón                 | 1-0 | Santa Tecla      | 512  |
| 15/9 | Cuscatlán              | Alianza                | 1-2 | Atlético Marte   | 4383 |
| 15/9 | Complejo Deportivo     | Juventud Independiente | 1-1 | Águila           | 1326 |

| 21/9 | Óscar Quiteño          | FAS              | 1-0 | Dragón                 | 2237 |
| 21/9 | Las Delicias           | Santa Tecla      | 1-6 | Juventud Independiente | 343  |
| 21/9 | Juan Francisco Barraza | Águila           | 1-0 | Isidro Metapán         | 1243 |
| 22/9 | Cuscatlán              | Atlético Marte   | 2-2 | UES                    | 764  |
| 22/9 | Sergio Torres          | Luis Ángel Firpo | 0-3 | Alianza                | 1349 |

| 28/9 | Universitario          | UES            | 1-3 | Alianza                | 1618 |
| 28/9 | Las Delicias           | Santa Tecla    | 2-0 | Isidro Metapán         | 113  |
| 28/9 | Juan Francisco Barraza | Águila         | 1-1 | Luis Ángel Firpo       | 1475 |
| 28/9 | Óscar Quiteño          | FAS            | 3-2 | Juventud Independiente | 2335 |
| 29/9 | Cuscatlán              | Atlético Marte | 2-0 | Dragón                 | 623  |

| 5/10 | Sergio Torres          | Luis Ángel Firpo       | 2-1 | Santa Tecla    |  |
| 5/10 | Jorge "Calero" Suárez  | Isidro Metapán         | 4-2 | FAS            |  |
| 6/10 | Cuscatlán              | Alianza                | 1-2 | Águila         |  |
| 6/10 | Complejo Deportivo     | Juventud Independiente | 1-2 | Atlético Marte |  |
| 6/10 | Juan Francisco Barraza | Dragón                 | 1-0 | UES            |  |

| 12/10 | Las Delicias           | Santa Tecla    | 0-0 | Águila                 | 1776 |
| 12/10 | Óscar Quiteño          | FAS            | 0-1 | Luis Ángel Firpo       | 2937 |
| 12/10 | Universitario          | UES            | 3-2 | Juventud Independiente |      |
| 12/10 | Juan Francisco Barraza | Dragón         | 1-0 | Alianza                | 784  |
| 13/10 | Cuscatlán              | Atlético Marte | 0-0 | Isidro Metapán         | 817  |

| 19/10 | Juan Francisco Barraza | Águila                 | 0-0 | FAS            | 3629 |
| 19/10 | Sergio Torres          | Luis Ángel Firpo       | 0-3 | Atlético Marte |      |
| 19/10 | Jorge "Calero" Suárez  | Isidro Metapán         | 3-2 | UES            | 415  |
| 20/10 | Cuscatlán              | Alianza                | 1-1 | Santa Tecla    | 2134 |
| 20/10 | Complejo Deportivo     | Juventud Independiente | 3-1 | Dragón         | 465  |

| 26/10 | Óscar Quiteño          | FAS                    | 1-1 | Santa Tecla      | 1999 |
| 26/10 | Universitario          | UES                    | 2-1 | Luis Ángel Firpo | 370  |
| 27/10 | Cuscatlán              | Atlético Marte         | 3-0 | Águila           | 1561 |
| 27/10 | Juan Francisco Barraza | Dragón                 | 0-0 | Isidro Metapán   | 397  |
| 27/10 | Complejo Deportivo     | Juventud Independiente | 6-0 | Alianza          | 1348 |

| 2/11 | Las Delicias           | Santa Tecla      | 2-4 | Atlético Marte         |  |
| 2/11 | Juan Francisco Barraza | Águila           | 0-1 | UES                    |  |
| 2/11 | Sergio Torres          | Luis Ángel Firpo | 0-1 | Dragón                 |  |
| 2/11 | Jorge "Calero" Suárez  | Isidro Metapán   | 1-2 | Juventud Independiente |  |
| 3/11 | Cuscatlán              | Alianza          | 0-1 | FAS                    |  |

| 9/11  | Universitario          | UES                    | 1-2 | Santa Tecla      |      |
| 9/11  | Jorge "Calero" Suárez  | Isidro Metapán         | 2-2 | Alianza          | 1427 |
| 10/11 | Juan Francisco Barraza | Dragón                 | 1-0 | Águila           | 783  |
| 10/11 | Cuscatlán              | Atlético Marte         | 2-2 | FAS              | 3559 |
| 10/11 | Complejo Deportivo     | Juventud Independiente | 3-0 | Luis Ángel Firpo | 1052 |

| 17/11 | Sergio Torres          | Luis Ángel Firpo | 1-2 | Isidro Metapán         |      |
| 17/11 | Cuscatlán              | Atlético Marte   | 2-2 | Alianza                | 4225 |
| 17/11 | Óscar Quiteño          | FAS              | 3-2 | UES                    | 4014 |
| 17/11 | Las Delicias           | Santa Tecla      | 2-1 | Dragón                 | 154  |
| 17/11 | Juan Francisco Barraza | Águila           | 0-2 | Juventud Independiente | 574  |

| 24/11 | Universitario          | UES                    | 4-1 | Atlético Marte   |  |
| 24/11 | Juan Francisco Barraza | Dragón                 | 1-0 | FAS              |  |
| 24/11 | Complejo Deportivo     | Juventud Independiente | 2-1 | Santa Tecla      |  |
| 24/11 | Jorge "Calero" Suárez  | Isidro Metapán         | 2-2 | Águila           |  |
| 24/11 | Cuscatlán              | Alianza                | 4-2 | Luis Ángel Firpo |  |

### Juego de desempate por el cuarto lugar
| 27 de noviembre de 2013, 14:00          | Isidro Metapán | 1:0 | Alianza | Estadio Simeón Magaña, Ahuachapán                      |                                                        |
|                                         | Barrios 39'    |     |         | Asistencia: 2681 espectadores Árbitro(s): Joel Aguilar | Asistencia: 2681 espectadores Árbitro(s): Joel Aguilar |
| Isidro Metapán clasifica a semifinales. |                |     |         |                                                        |                                                        |

### Fase Final
|  | Semifinales                                      | Semifinales                                      | Semifinales                                      |   |                | Final           | Final           |  |
|  | 1 de diciembre (Ida) 8 y 9 de diciembre (Vuelta) | 1 de diciembre (Ida) 8 y 9 de diciembre (Vuelta) | 1 de diciembre (Ida) 8 y 9 de diciembre (Vuelta) |   |                | 15 de diciembre | 15 de diciembre |  |
|  |                                                  |                                                  |                                                  |   |                |                 |                 |  |
|  |                                                  |                                                  |                                                  |   |                |                 |                 |  |
|  | Isidro Metapán                                   | 1                                                | 2                                                |   |                |                 |                 |  |
|  | Isidro Metapán                                   | 1                                                | 2                                                |   |                |                 |                 |  |
|  | Atlético Marte                                   | 0                                                | 2                                                |   |                |                 |                 |  |
|  | Atlético Marte                                   | 0                                                | 2                                                |   | Isidro Metapán | 1               |                 |  |
|  |                                                  |                                                  |                                                  |   | Isidro Metapán | 1               |                 |  |
|  |                                                  |                                                  | FAS                                              | 0 |                |                 |                 |  |
|  | Juventud Independiente                           | 2                                                | FAS                                              | 0 | 1              |                 |                 |  |
|  | Juventud Independiente                           | 2                                                |                                                  |   | 1              |                 |                 |  |
|  | FAS                                              | 2                                                | 2                                                |   |                |                 |                 |  |
|  | FAS                                              | 2                                                | 2                                                |   |                |                 |                 |  |
|  |                                                  |                                                  |                                                  |   |                |                 |                 |  |

#### Semifinales
| 1 de diciembre de 2013, 15:00 | Juventud Independiente     | 2:2 | FAS             | Estadio Cuscatlán, San Salvador                        |                                                        |
|                               | Toscanini 66' · Valdez 80' |     | Viveros 26' 77' | Asistencia: 5401 espectadores Árbitro(s): Kenso Araujo | Asistencia: 5401 espectadores Árbitro(s): Kenso Araujo |

| 7 de diciembre de 2013                               | FAS             | 2:1 | Juventud Independiente | Estadio Óscar Quiteño, Santa Ana                         |                                                          |
|                                                      | Viveros 31' 81' |     | O. Cerén 63'           | Asistencia: 10562 espectadores Árbitro(s): Elmer Bonilla | Asistencia: 10562 espectadores Árbitro(s): Elmer Bonilla |
| FAS clasifica a la final con marcador global de 4-3. |                 |     |                        |                                                          |                                                          |

| 1 de diciembre de 2013, 17:00 | Isidro Metapán    | 1:0 | Atlético Marte | Estadio Jorge "Calero" Suárez, Metapán                 |                                                        |
|                               | Tejeda 16' (a.g.) |     |                | Asistencia: 2627 espectadores Árbitro(s): Jorge Suárez | Asistencia: 2627 espectadores Árbitro(s): Jorge Suárez |

| 8 de diciembre de 2013                                          | Atlético Marte    | 2:2 | Isidro Metapán         | Estadio Cuscatlán, San Salvador                        |                                                        |
|                                                                 | Ramírez 32' 73' · |     | Molina 85' · Ramos 87' | Asistencia: 2726 espectadores Árbitro(s): Marlon Mejía | Asistencia: 2726 espectadores Árbitro(s): Marlon Mejía |
| Isidro Metapán clasifica a la final con marcador global de 3-2. |                   |     |                        |                                                        |                                                        |

#### Final
| 1     | POR   | Henry Edimar Hernández  |     |
| 2     | DEF   | Milton Molina           |     |
| 3     | DEF   | Francisco Jovel Álvarez |     |
| 21    | DEF   | Jonathan Barrios        |     |
| 12    | DEF   | Julio Cerritos          |     |
| 20    | MED   | Héctor Omar Mejía       |     |
| 7     | MED   | Marvin Monterrosa       | 88' |
| 14    | MED   | Andrés Flores           |     |
| 16    | MED   | José Peraza             | 62' |
| 9     | DEL   | Héctor Omar Ramos       |     |
| 19    | DEL   | Nicolás Muñoz           |     |
| D. T. | D. T. | Jorge Rodríguez         |     |

| 1     | POR   | Luis Edgardo Contreras |     |
| 12    | DEF   | Alexander Mendoza      |     |
| 2     | DEF   | Donny Valle            |     |
| 22    | DEF   | Carlos Carrillo        |     |
| 31    | DEF   | Bryan Tamacas          |     |
| 21    | MED   | Edwin Miranda          | 89' |
| 5     | MED   | Néstor Raúl Renderos   |     |
| 13    | MED   | Juan Carlos Moscoso    |     |
| 9     | DEL   | Alejandro Bentos       | 71' |
| 24    | DEL   | Jefferson Viveros      |     |
| 11    | DEL   | Williams Reyes         |     |
| D. T. | D. T. | Jaime de la Pava       |     |

| 22 | Centrocampista | Víctor Merino Dubón | 62' |
| 13 | Centrocampista | Luis Mauricio Perla | 88' |

| 19 | Centrocampista | Gerson Mayén  | 71' |
|    | Delantero      | Edwin Sánchez | 89' |

| 84' | Andrés Flores | 1:0 |

| 62' | Marvin Monterrosa |

| 50' · 88' · 90+2' · 90+3' | Alexander Mendoza Donny Valle Carlos Carrillo Gerson Mayén |

| Principal  | Joel Aguilar             |
| Asistentes | William Alexander Torres |
|            | Juan Francisco Zumba     |
| Cuarto     | Marlon Mejía             |
| Quinto     | Emperatriz Ayala         |

| 1     | POR   | Henry Edimar Hernández  |     |
| 2     | DEF   | Milton Molina           |     |
| 3     | DEF   | Francisco Jovel Álvarez |     |
| 21    | DEF   | Jonathan Barrios        |     |
| 12    | DEF   | Julio Cerritos          |     |
| 20    | MED   | Héctor Omar Mejía       |     |
| 7     | MED   | Marvin Monterrosa       | 88' |
| 14    | MED   | Andrés Flores           |     |
| 16    | MED   | José Peraza             | 62' |
| 9     | DEL   | Héctor Omar Ramos       |     |
| 19    | DEL   | Nicolás Muñoz           |     |
| D. T. | D. T. | Jorge Rodríguez         |     |

| 1     | POR   | Luis Edgardo Contreras |     |
| 12    | DEF   | Alexander Mendoza      |     |
| 2     | DEF   | Donny Valle            |     |
| 22    | DEF   | Carlos Carrillo        |     |
| 31    | DEF   | Bryan Tamacas          |     |
| 21    | MED   | Edwin Miranda          | 89' |
| 5     | MED   | Néstor Raúl Renderos   |     |
| 13    | MED   | Juan Carlos Moscoso    |     |
| 9     | DEL   | Alejandro Bentos       | 71' |
| 24    | DEL   | Jefferson Viveros      |     |
| 11    | DEL   | Williams Reyes         |     |
| D. T. | D. T. | Jaime de la Pava       |     |

| 22 | Centrocampista | Víctor Merino Dubón | 62' |
| 13 | Centrocampista | Luis Mauricio Perla | 88' |

| 19 | Centrocampista | Gerson Mayén  | 71' |
|    | Delantero      | Edwin Sánchez | 89' |

| 84' | Andrés Flores | 1:0 |

| 62' | Marvin Monterrosa |

| 50' · 88' · 90+2' · 90+3' | Alexander Mendoza Donny Valle Carlos Carrillo Gerson Mayén |

| Principal  | Joel Aguilar             |
| Asistentes | William Alexander Torres |
|            | Juan Francisco Zumba     |
| Cuarto     | Marlon Mejía             |
| Quinto     | Emperatriz Ayala         |

| 1     | POR   | Henry Edimar Hernández  |     |
| 2     | DEF   | Milton Molina           |     |
| 3     | DEF   | Francisco Jovel Álvarez |     |
| 21    | DEF   | Jonathan Barrios        |     |
| 12    | DEF   | Julio Cerritos          |     |
| 20    | MED   | Héctor Omar Mejía       |     |
| 7     | MED   | Marvin Monterrosa       | 88' |
| 14    | MED   | Andrés Flores           |     |
| 16    | MED   | José Peraza             | 62' |
| 9     | DEL   | Héctor Omar Ramos       |     |
| 19    | DEL   | Nicolás Muñoz           |     |
| D. T. | D. T. | Jorge Rodríguez         |     |

| 1     | POR   | Luis Edgardo Contreras |     |
| 12    | DEF   | Alexander Mendoza      |     |
| 2     | DEF   | Donny Valle            |     |
| 22    | DEF   | Carlos Carrillo        |     |
| 31    | DEF   | Bryan Tamacas          |     |
| 21    | MED   | Edwin Miranda          | 89' |
| 5     | MED   | Néstor Raúl Renderos   |     |
| 13    | MED   | Juan Carlos Moscoso    |     |
| 9     | DEL   | Alejandro Bentos       | 71' |
| 24    | DEL   | Jefferson Viveros      |     |
| 11    | DEL   | Williams Reyes         |     |
| D. T. | D. T. | Jaime de la Pava       |     |

| 22 | Centrocampista | Víctor Merino Dubón | 62' |
| 13 | Centrocampista | Luis Mauricio Perla | 88' |

| 19 | Centrocampista | Gerson Mayén  | 71' |
|    | Delantero      | Edwin Sánchez | 89' |

| 84' | Andrés Flores | 1:0 |

| 62' | Marvin Monterrosa |

| 50' · 88' · 90+2' · 90+3' | Alexander Mendoza Donny Valle Carlos Carrillo Gerson Mayén |

| Principal  | Joel Aguilar             |
| Asistentes | William Alexander Torres |
|            | Juan Francisco Zumba     |
| Cuarto     | Marlon Mejía             |
| Quinto     | Emperatriz Ayala         |

| 1     | POR   | Henry Edimar Hernández  |     |
| 2     | DEF   | Milton Molina           |     |
| 3     | DEF   | Francisco Jovel Álvarez |     |
| 21    | DEF   | Jonathan Barrios        |     |
| 12    | DEF   | Julio Cerritos          |     |
| 20    | MED   | Héctor Omar Mejía       |     |
| 7     | MED   | Marvin Monterrosa       | 88' |
| 14    | MED   | Andrés Flores           |     |
| 16    | MED   | José Peraza             | 62' |
| 9     | DEL   | Héctor Omar Ramos       |     |
| 19    | DEL   | Nicolás Muñoz           |     |
| D. T. | D. T. | Jorge Rodríguez         |     |

| 1     | POR   | Luis Edgardo Contreras |     |
| 12    | DEF   | Alexander Mendoza      |     |
| 2     | DEF   | Donny Valle            |     |
| 22    | DEF   | Carlos Carrillo        |     |
| 31    | DEF   | Bryan Tamacas          |     |
| 21    | MED   | Edwin Miranda          | 89' |
| 5     | MED   | Néstor Raúl Renderos   |     |
| 13    | MED   | Juan Carlos Moscoso    |     |
| 9     | DEL   | Alejandro Bentos       | 71' |
| 24    | DEL   | Jefferson Viveros      |     |
| 11    | DEL   | Williams Reyes         |     |
| D. T. | D. T. | Jaime de la Pava       |     |

| 22 | Centrocampista | Víctor Merino Dubón | 62' |
| 13 | Centrocampista | Luis Mauricio Perla | 88' |

| 19 | Centrocampista | Gerson Mayén  | 71' |
|    | Delantero      | Edwin Sánchez | 89' |

| 84' | Andrés Flores | 1:0 |

| 62' | Marvin Monterrosa |

| 50' · 88' · 90+2' · 90+3' | Alexander Mendoza Donny Valle Carlos Carrillo Gerson Mayén |

| Principal  | Joel Aguilar             |
| Asistentes | William Alexander Torres |
|            | Juan Francisco Zumba     |
| Cuarto     | Marlon Mejía             |
| Quinto     | Emperatriz Ayala         |

Fuente: Soccerway
|                                           |
| Campeón A.D. Isidro Metapán Octavo título |

## Premios y reconocimientos

### Goleadores
| Jugador         | Equipo           | Goles |
| --------------- | ---------------- | ----- |
| Jesús Toscanini | J. Independiente | 13    |
| Gonzalo Mazzia  | Atlético Marte   | 13    |
| David Rugamas   | J. Independiente | 8     |
| Williams Reyes  | FAS              | 8     |
| Rommel Mejía    | Dragón           | 8     |

### Otros
| Premio                   | Jugador                       | Equipo                | Logro                                       |
| ------------------------ | ----------------------------- | --------------------- | ------------------------------------------- |
| Jugador más disciplinado | Alexander Mendoza             | FAS                   | 1620 minutos sin amonestación.              |
| Portero menos vencido    | Javier Gómez                  | Atlético Marte        | 13 goles admitidos.                         |
| DT con más victorias     | Guillermo Rivera              | Atlético Marte        | 9 triunfos como DT.                         |
| Mejor novato             | Narciso Orellana Rommel Mejía | Dragón Isidro Metapán | 1397 minutos jugados. 1160 minutos jugados. |